# 新川市まつり

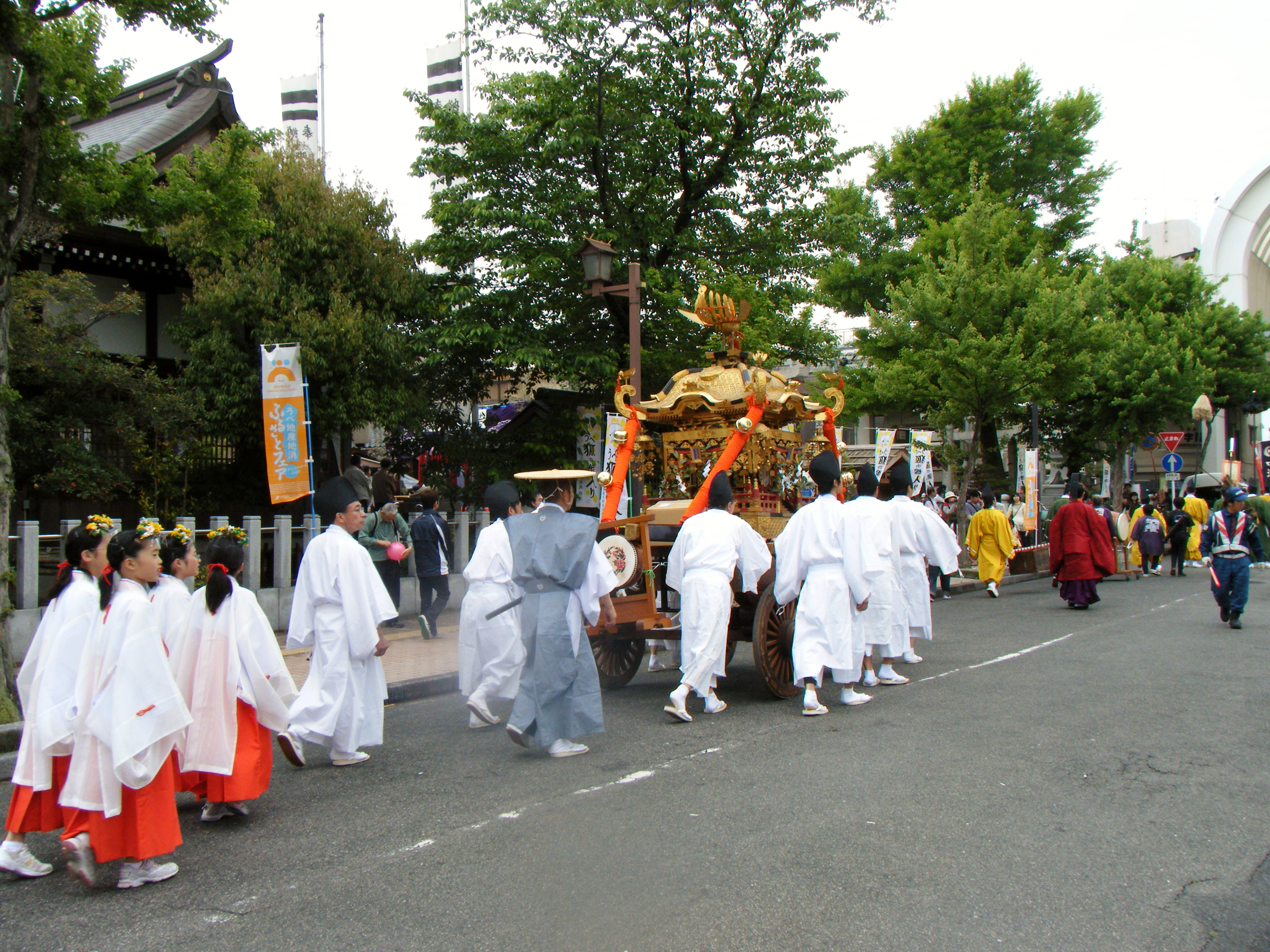
新川市まつり

新川市まつり（しんかわいちまつり）は、山口県宇部市で毎年5月3日-5日に行われる祭事。

## 概要

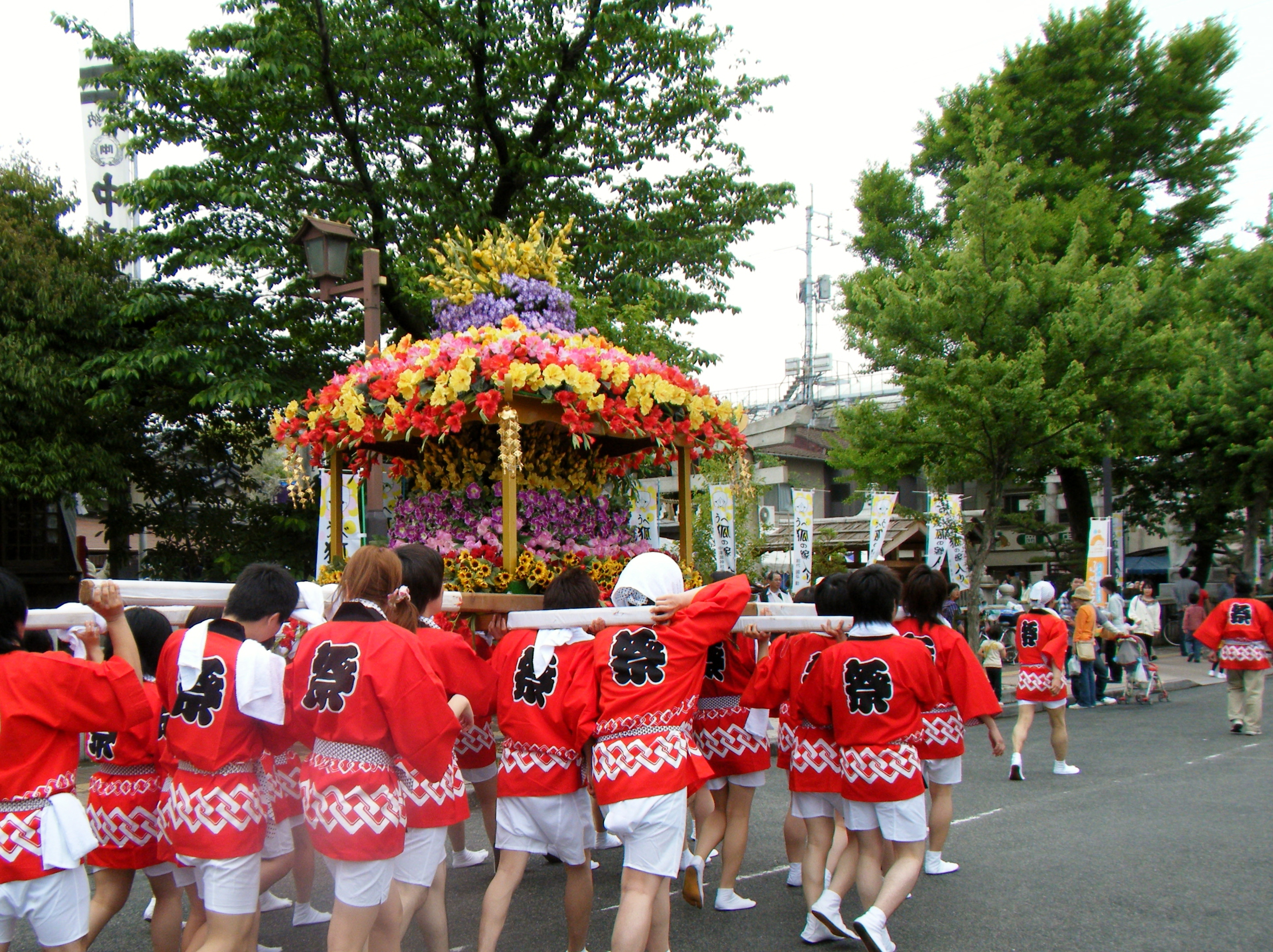
新川市まつり

寛政10年（1798年）頃、中津瀬神社（宇部市中心部の水害を防止するために福原房純らが中心となって掘削した新川（現在の真締川）の開通を祝い、地域商業発展のために建立された）周辺で行われた海産物と農産物の交換市が由来とされている。1919年（大正8年）に開始された「馬替え」は、現在でも新天町名店街（ハミングロード新天町）による「馬替え大抽選会」として存続し、祭りの主要行事となっている。
開催期間中は上記の抽選会のほか、公募により選ばれた市民の公開結婚式「うべ狐の嫁入り行列」や「黄金伝説22 よさこいフェスタ8 in新川市まつり」など多彩な行事が催される。

### 開催状況
2011年（平成23年）は宇部市制90周年記念行事として開催され、73,000人（主催者発表）が来場した。また、「うべ狐の嫁入り行列」には同年3月11日に発生した東日本大震災で被災した宮城県気仙沼市の夫婦が招待された
。

## 歴史
- 寛政10年（1798年） - 中津瀬神社周辺で海産物と農産物の交換市が行われる。
- 1919年（大正8年） - 地元商店街による抽選会「馬替え」が開始。
- 2005年（平成17年） - 公募により選ばれた市民の公開結婚式「うべ狐の嫁入り行列」が開始。

## 交通アクセス
公共交通
- バス - 宇部市営バスおよび船木鉄道「宇部市役所前」停留所より徒歩3分。
- 電車 - JR西日本宇部新川駅より徒歩5分。

駐車場
- 宇部市営駐車場のほか、会場周辺の有料駐車場（合計約1,300台）が指定されている。

## 備考
- 開催当日は、会場となる宇部市中心部の道路の一部に車両通行が禁止となる交通規制が敷かれる。